# Campeonato Cearense de Futebol Feminino de 2012
O Campeonato Cearense de Futebol Feminino de 2012 foi a 6ª edição do torneio e contou com 5 times.

## Primeira Fase - Grupo: A01[1]
| Pos | Clube      | PG | JG | Vit | Emp | Der | GP | GC | SG  | Apr. % |
| 1   | Caucaia    | 22 | 8  | 7   | 1   | 0   | 42 | 2  | 40  | 91.67  |
| 2   | Pacatuba   | 19 | 8  | 6   | 1   | 1   | 32 | 10 | 22  | 79.17  |
| 3   | América    | 12 | 8  | 4   | 0   | 4   | 28 | 14 | 14  | 50.00  |
| 4   | Paracuru   | 6  | 8  | 2   | 0   | 6   | 15 | 30 | -15 | 25.00  |
| 5   | Santa Cruz | 0  | 8  | 0   | 0   | 8   | 1  | 62 | -61 | 0.00   |
| --- | ---------- | -- | -- | --- | --- | --- | -- | -- | --- | ------ |

## Semifinais - Grupo: Único[1]
| Pos | Clube    | PG | JG | Vit | Emp | Der | GP | GC | SG | Apr. % |
| 1   | Caucaia  | 6  | 2  | 2   | 0   | 0   | 6  | 0  | 6  | 100.00 |
| 2   | América  | 3  | 2  | 1   | 0   | 1   | 8  | 6  | 2  | 50.00  |
| 3   | Pacatuba | 3  | 2  | 1   | 0   | 1   | 6  | 8  | -2 | 50.00  |
| 4   | Paracuru | 0  | 2  | 0   | 0   | 2   | 0  | 6  | -6 | 0.00   |
| --- | -------- | -- | -- | --- | --- | --- | -- | -- | -- | ------ |

## Finais - Grupo: Único[1]
| Pos | Clube   | PG | JG | Vit | Emp | Der | GP | GC | SG | Apr. % |
| 1   | Caucaia | 4  | 2  | 1   | 1   | 0   | 3  | 2  | 1  | 66.67  |
| 2   | América | 1  | 2  | 0   | 1   | 1   | 2  | 3  | -1 | 16.67  |
| --- | ------- | -- | -- | --- | --- | --- | -- | -- | -- | ------ |

## Premiação[1]
| Campeonato Cearense de Futebol Feminino de 2012 |
| Caucaia                                         |
| ----------------------------------------------- |
| Caucaia                                         |
| 4º Título                                       |